# Matelea hirsutissima
Matelea hirsutissima är en oleanderväxtart som först beskrevs av Rudolf Schlechter, och fick sitt nu gällande namn av Goyder. Matelea hirsutissima ingår i släktet Matelea och familjen oleanderväxter. Inga underarter finns listade i Catalogue of Life.